# GAK-gebouw (Amsterdam)

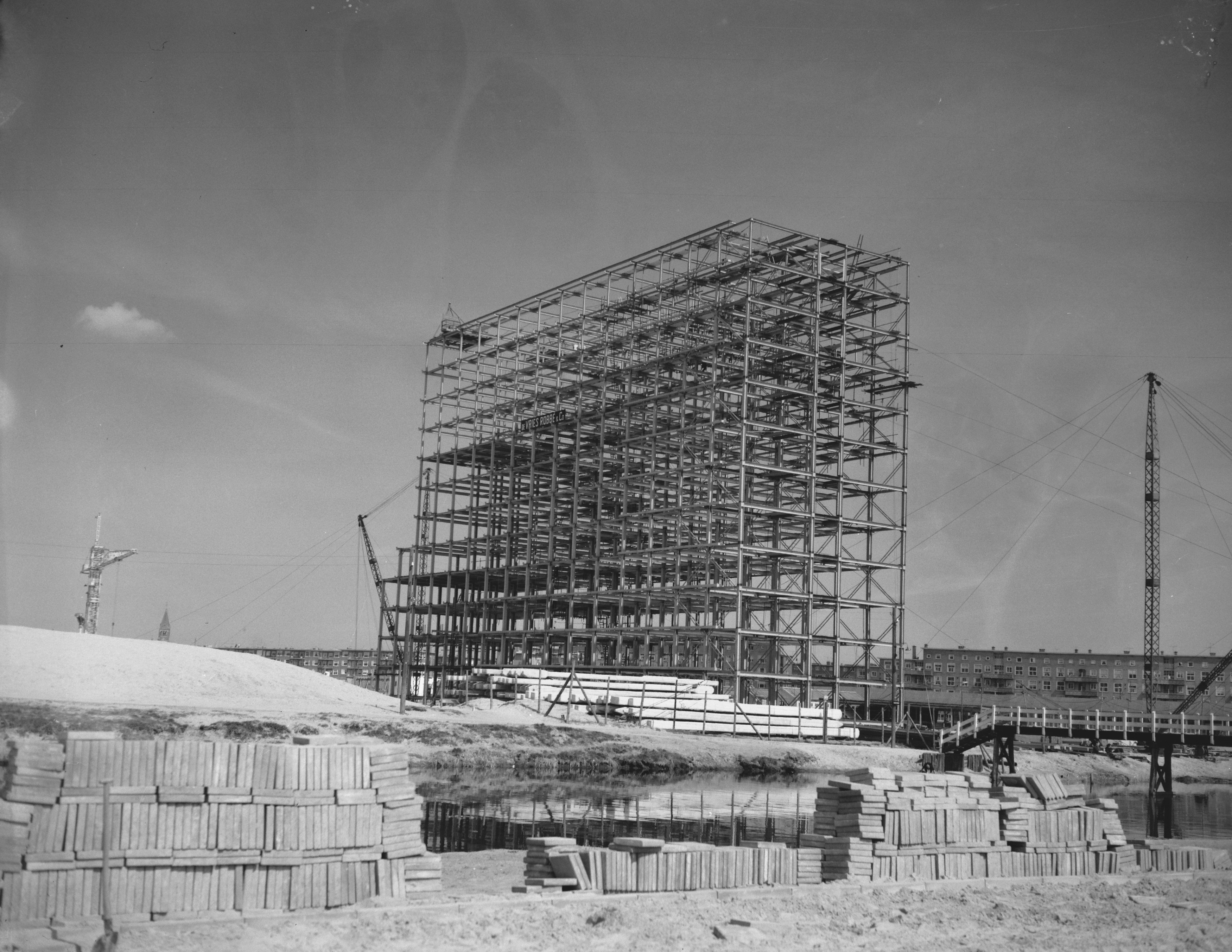
Het GAK-gebouw tijdens de bouw. Goed zichtbaar is het staalskelet; 22 april 1958.

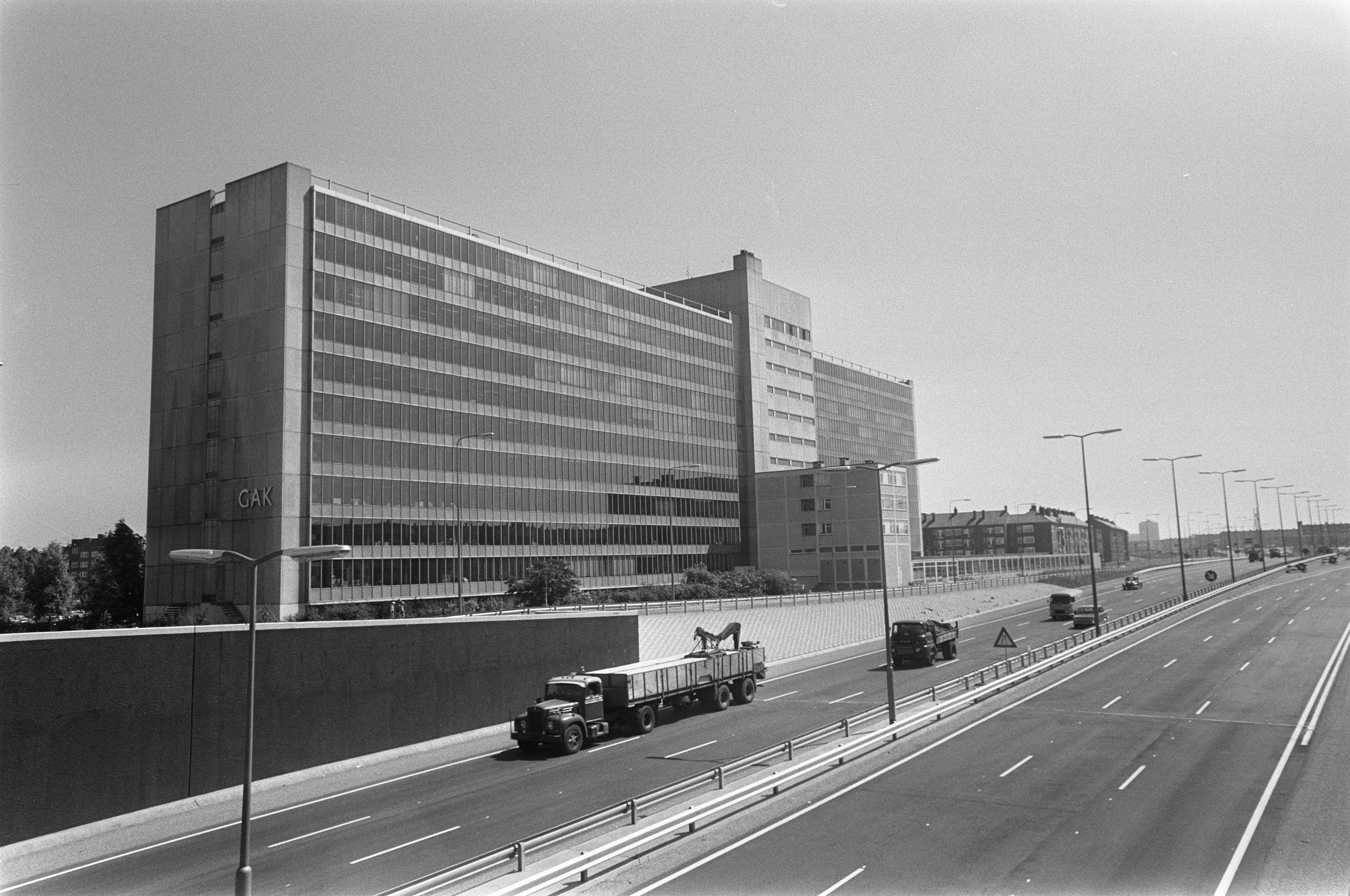
Het GAK-gebouw gezien vanaf de Bos en Lommerweg over de Rijksweg 10; 15 juli 1969.

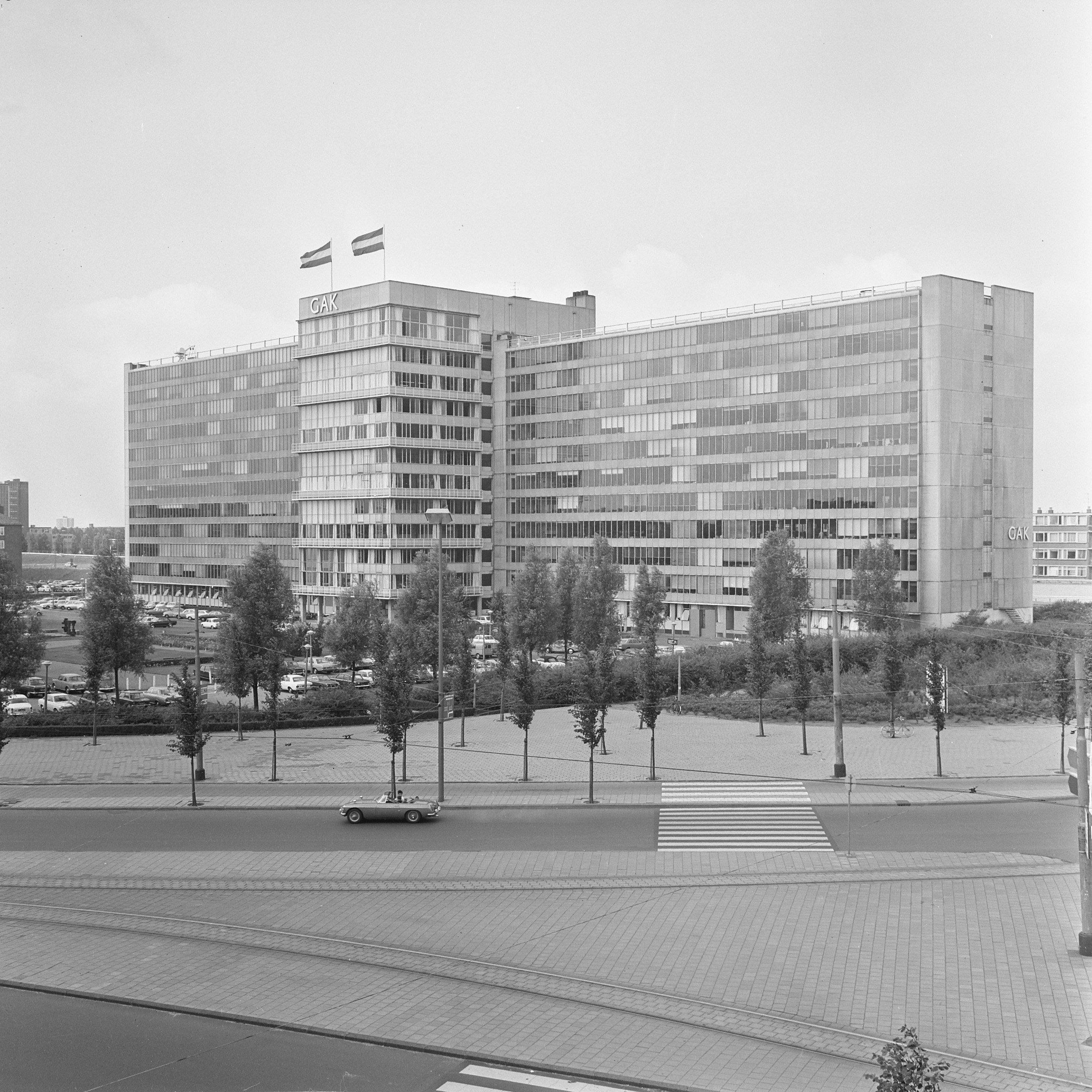
GAK-gebouw gezien vanaf het Bos en Lommerplein. Tegenwoordig is de ruimte tussen het plein en het gebouw volgebouwd; 6 augustus 1969.

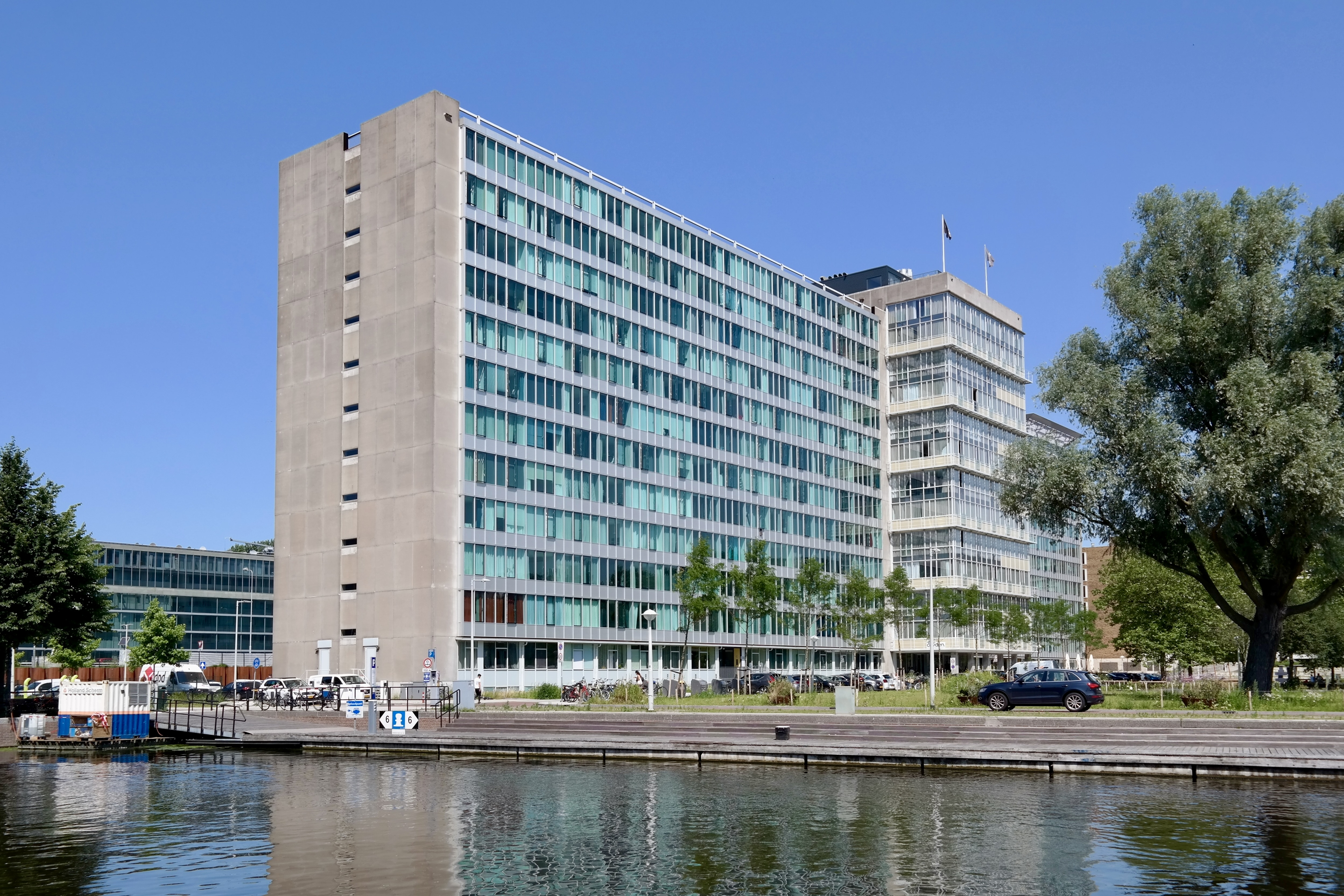
Het GAK-gebouw na transformatie in 2021

Het GAK-gebouw is een voormalig kantoorgebouw aan het Bos en Lommerplantsoen in Amsterdam-West. Het werd gebouwd voor het Gemeenschappelijk Administratiekantoor (GAK), dat er in 1960 haar intrek nam, en het gebouw in 2005 weer verliet; het heet echter in de volksmond nog steeds naar haar eerste gebruiker. Een andere bijnaam “Het aquarium” kreeg het vanwege het warmteadsorberend groene glas. Voor dit gebouw werd een deel van het Bos en Lommerplein opgeofferd; het kreeg in 1959 de naam Bos en Lommerplantsoen.

## Geschiedenis
De geschiedenis van het gebouw gaat terug tot 1952. Architecten Ben Merkelbach en Piet Elling werden ingeschakeld, waarbij vier locaties in aanmerking kwamen. Een alternatief was aan het De Savornin Lomanplein in Den Haag. Merkelbach en Elling moesten een gebouw ontwerpen voor het GAK dat sinds 1952 zorgde voor de administratie bij de uitvoering van de Werkloosheidwet en de Sociale Verzekeringswet. Deze ambtelijke dienst zat in 23 kantoren verspreid over Amsterdam, maar ook in Den Haag. Het gebouw werd neergezet in een tijd dat er krapte op de arbeidsmarkt heerste voor wat betreft bouwvakkers, die voldoende emplooi vonden in de woningbouw. Daarom werd gekozen voor een staalskelet en prefab betonplaten, zodat minder metselaars en timmerlieden nodig waren.
Uiteindelijk viel de keus op Amsterdam, omdat daar al de meeste personeelsleden woonden. Ander pluspunt was de mogelijkheid tot uitbreiding. Toen de keus gemaakt was moest in overleg met Cornelis van Eesteren besproken worden hoe het gebouw geplaatst kon worden binnen het ontwerp van de wijk Bos en Lommer. Er waren varianten dwars op de Hoofdweg en evenwijdig hieraan. Het werd dwars op de Erasmusgracht geplaatst. Elling voelde zich steeds minder goed thuis bij het project, nam er afstand van en werd opgevolgd door Alexander Bodon. Het werd gebouwd tussen 1957 en 1960 en was met een vloeroppervlak van circa 40.000 m² bij de opening op 1 september 1960 een van de grootste en modernste kantoorgebouwen van Nederland. Het GAK-gebouw is de laatste grote schepping en tegelijk een hoogtepunt in het oeuvre van architect Ben Merkelbach. Het werd neergezet in de bouwstijl Nieuwe Bouwen en Wederopbouw.
De bouwaanvraag dateert van januari 1955, waarbij de kosten toen geschat werden op 9 miljoen gulden. In januari 1957 ging de eerste heipaal de grond in, minister Ko Suurhoff van Ministerie van Sociale Zaken en Werkgelegenheid kwam daartoe speciaal naar Amsterdam. In maart 1958 werd het hoogste punt bereikt.
Het bouwwerk is 155 meter lang, 47 meter hoog en 19 meter diep; het heeft veel weg van een door Merkelbach en Elling ontworpen gebouw voor de Bataafse Petroleum Maatschappij (BPM), ze kregen die opdracht echter niet. Het gebouw in Amsterdam kreeg dezelfde opzet, maar dan breder en minder hoog. Het heeft elf verdiepingen, en bestaat uit twee vleugels verbonden door een vooruitspringend middendeel, zoals ook in hun ontwerp van het kantoor van de BPM te zien was. Het was een enorme kolos in de wijk met voornamelijk portiekwoningen. Het GAK-kantoor was een vroeg voorbeeld van een geheel klimaatgesloten gebouw, dat wil zeggen dat luchtcirculatie grotendeels via airconditioning ging (in de middenbouw werd centrale verwarming toegepast). Deze manier van ventileren leidde tot de maximale diepte. Alleen de ramen in de kantines en op de begane grond konden worden geopend. Bij de bouw zijn uitsluitend moderne materialen en constructietechnieken gebruikt: staalskeletbouw, betonvloeren, aluminium vliesgevels met dubbele beglazing voor de kantoorvleugels en stalen vliesgevels met enkel glas voor het middengedeelte.
Bij de opening vonden hier 2.700 medewerkers (later uitgroeiend tot 3.000) hun werkplek, naar idee van binnenhuisarchitecten Ineke Boks en Elsebeth van Blerkom verdeeld over 'dorpen' van 12 tot 28 medewerkers. Dit om in het grote gebouw de menselijke schaal te waarborgen. In februari 1960 kwamen de eerste medewerkers over, alhoewel het gebouw nog niet voltooid was en de omgeving nog braak lag. De bouwprijs van inmiddels opgelopen tot 27 miljoen gulden. Minister Charles van Rooy van Ministerie van Sociale Zaken en Volksgezondheid kwam in de nazomer van 1960 het gebouw officieel openen. Het jaar daarop overleed de schepper van het gebouw Merkelbach op 60-jarige leeftijd.
Als prototype voor een gebouw met vliesgevel gold het Lever House uit 1947 in New York. Met het kort tevoren gebouwde verzekeringskantoor van maatschappij De Utrecht in Rotterdam (architect J.J.P. Oud) behoorde het GAK-gebouw ook tot de eerste bouwwerken in Nederland met een aluminium gevel.
Het GAK ging in 2002 op in het UWV en die verliet snel daarna het gebouw.

## Herbestemming
In 2005 kwam het gebouw leeg te staan. Om het te herontwikkelen vond er een uitgebreide verbouwing plaats, die van 2012 tot 2020 duurde (noordvleugel 2012-2013, De Studio 2014-2015 en Cityden 2019-2020). Het kreeg een inrichting als gangbaar flatgebouw met 551 appartementen voor studenten en starters. Op de begane grond (plint) werden bedrijfseenheden gecreëerd. Die grote verbouwing, die jaren in beslag nam werd verricht onder toezicht van Architectenbureau Wessel de Jonge, die wooneenheden wist te scheppen binnen het strakke stramien van de kantooreenheden (doos-in-doos).
Ook de glasgevel moest worden aangepast vanwege de geluidsoverlast vanaf de Rijksweg 10; het uiterlijk zou met nieuwe dubbele beglazing ongewijzigd blijven. Zecc Architecten werd ingeschakeld voor de bedrijfseenheden. Voor dat laatste moest een deel van de vloer verwijderd worden; iets waar Merkelbach zelf al rekening mee had gehouden. De beginnende verbouwing werd genomineerd voor de architectuurprijs 2014. De verbouwing werd afgerond met het middenstuk, deels verbouwd tot hotel.
Naar aanleiding van een aanvraag van Heemschut werd het gebouw in april 2024 gemeentelijk monument.

## Trivia
- In 2007 (dus voor de grote verbouwing) werd het gebouw geplaatst op de "lijst van 100 monumenten van architectuur en stedenbouw uit de wederopbouw", van minister Ronald Plasterk, maar een daadwerkelijk gemeentelijk of rijksmonument werd het aanvankelijk niet. Dat gebeurde in 2024 alsnog.
- In de jaren 60 werden in het GAK-gebouw een aantal maal prestigieuze schaaktoernooien georganiseerd. In 1963 werd hier de GAK-zeskamp gehouden. In 1964 vond hier het Interzonetoernooi van Amsterdam plaats en een jaar later de beslissingswedstrijd van het Nederlands kampioenschap schaken 1965 tussen Lodewijk Prins en Coen Zuidema. Er bestond ook een schaakvereniging voor personeelleden van het GAK (Persoonlijk Contact Bindt). Die schaakvereniging is na enkele fusies uiteindelijk opgegaan in Schaakvereniging Amsterdam West.